# Saliunca meruana
Saliunca meruana es una especie de mariposa de la familia Zygaenidae.
Fue descrita científicamente por Aurivillius en 1910.